# Desmond D'Sa
Desmond D'Sa es un ambientalista sudafricano que recibió el Premio Medioambiental Goldman 2014.
Es conocido por protestar por cuestiones de justicia ambiental en Durban, Sudáfrica, relacionadas con el acceso a espacios verdes y la contaminación. La región alrededor de la ciudad es conocida como un «Callejón del Cáncer» debido a las más de 300 instalaciones industriales alrededor de la ciudad. Para abordar esto, fundó la South Durban Community Environmental Alliance. Esa red ha tenido éxito en oponerse a otros sitios contaminantes y se defiende para evitar la expansión del puerto de Durban.
En 2011, su casa fue bombardeada por su defensa. Criado en la era del apartheid, se inspiró para integrar cuestiones ambientales y de justicia social en su activismo.
Por su trabajo recibió un doctorado honorario de la Universidad Tecnológica de Durban.